# Trofeo Ayuntamiento de Alicante
El Trofeo Ayuntamiento de Alicante es un galardón deportivo otorgado desde 1989 por el Ayuntamiento de Alicante y la Asociación de la Prensa Deportiva de Alicante. Se entregan en la Gala del Trofeo Ayuntamiento de Alicante, organizada anualmente a principios de año. Junto con los Premios Deportivos Provinciales de la Diputación de Alicante, es el premio deportivo más importante de la provincia de Alicante.
Los deportistas alicantinos más premiados son Isabel Fernández (8 premios), Alejandra Quereda (4 premios) y Francisco Sánchez Luna (3 premios).

## Bases
Según las bases, es un premio al mejor deportista de la capital en categoría absoluta, promesas y discapacitados, y para entidades y empresas que más se hayan destacado en la colaboración del deporte en la ciudad de Alicante, en sus diferentes facetas, durante el año anterior.

## Historia
La primera gala se celebró el 15 de diciembre de 1989. El 28 de febrero de 2014 se celebró la XXV Gala del Trofeo Ayuntamiento de Alicante, en la que además de entregarse las categorías habituales, fueron galardonados con un trofeo conmemorativo varios de los ganadores de las 24 ediciones anteriores.

## Palmarés

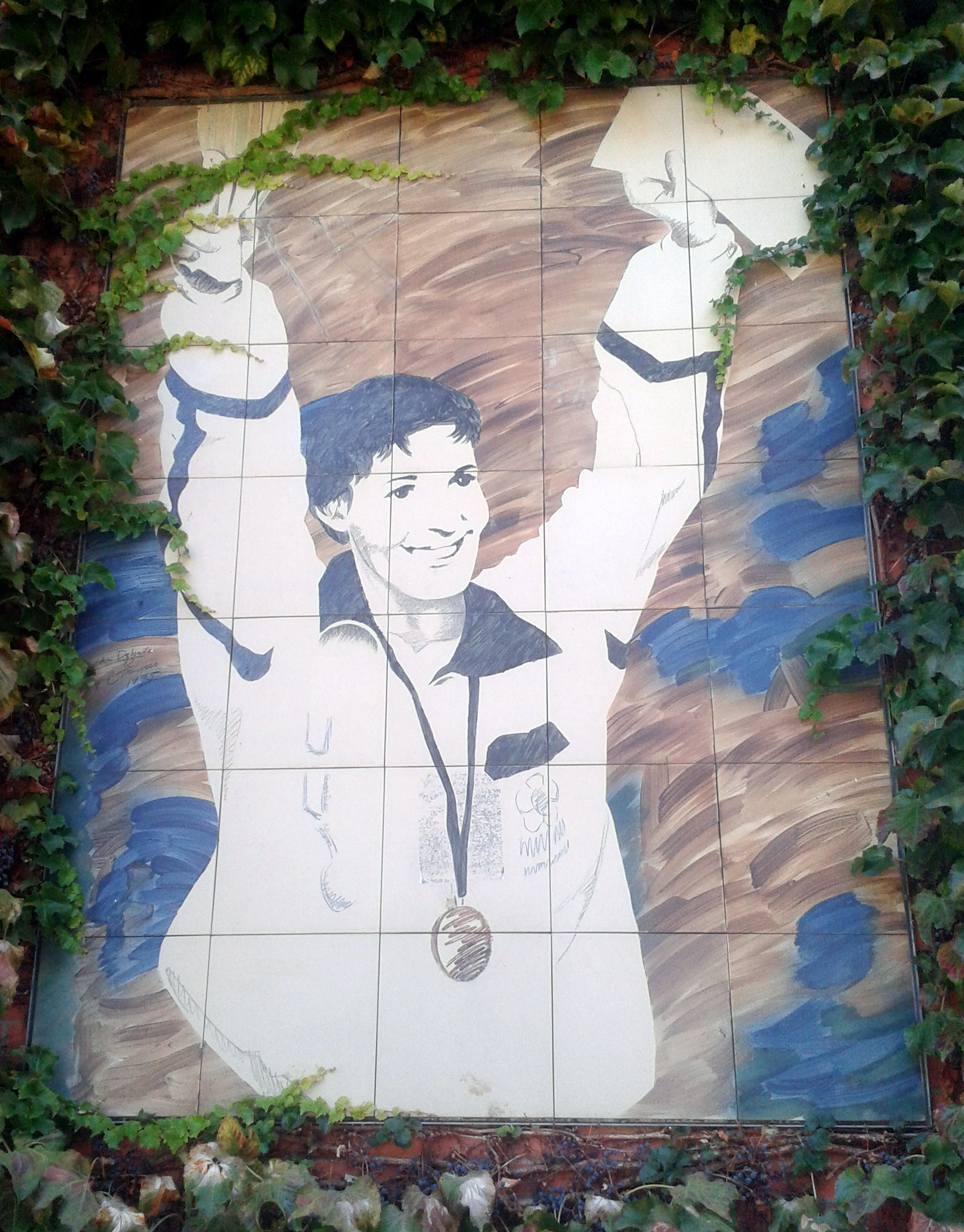
Miriam Blasco.

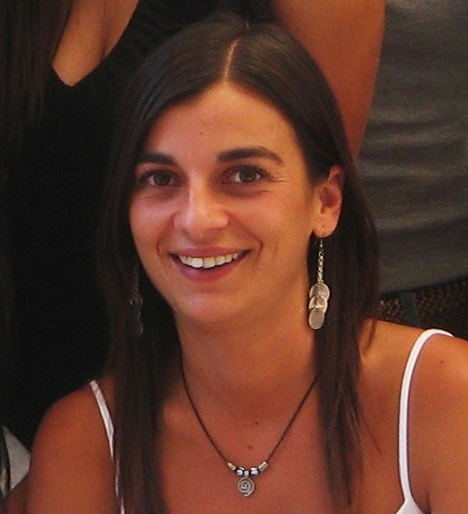
Marta Baldó.

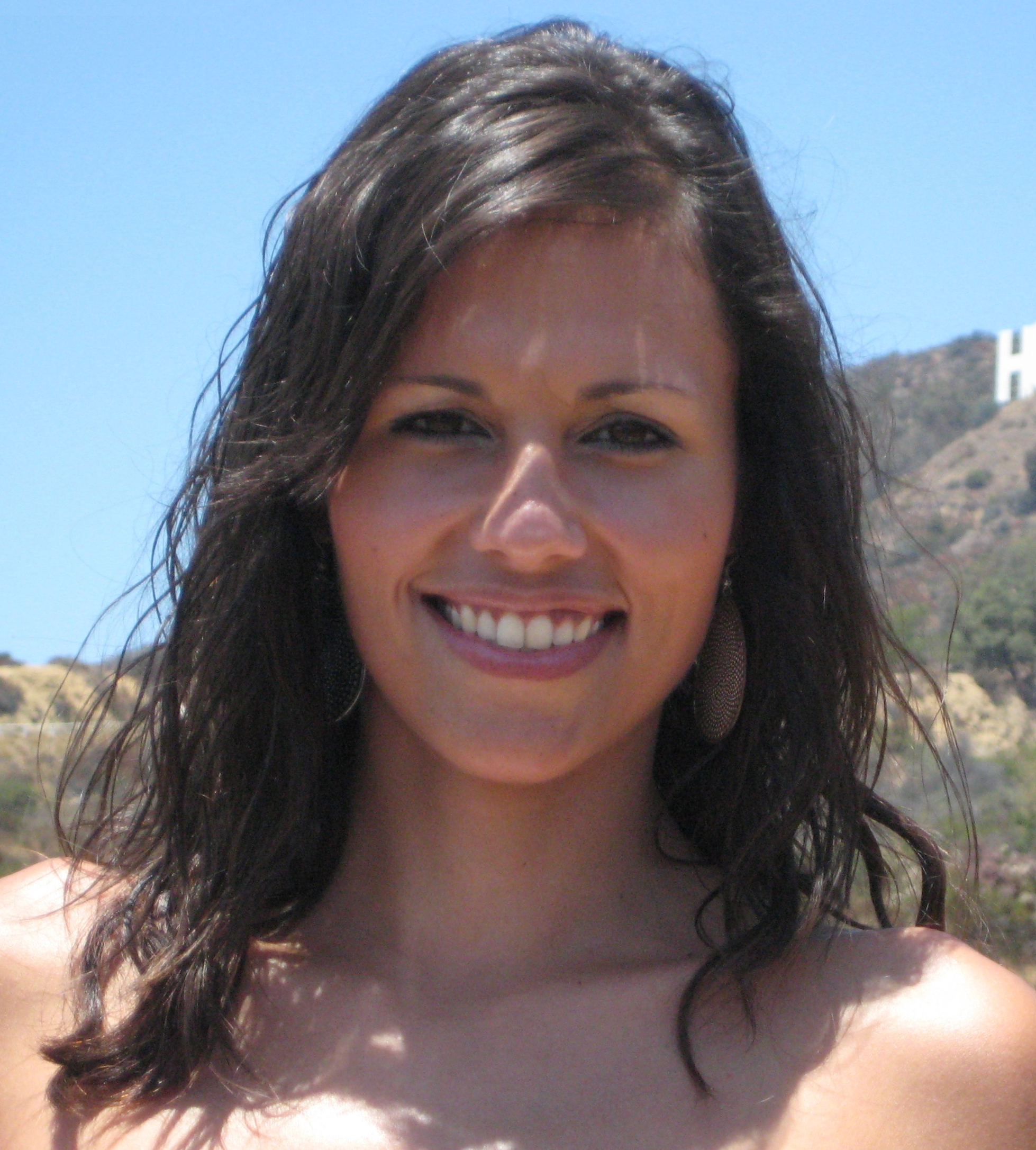
Estela Giménez.

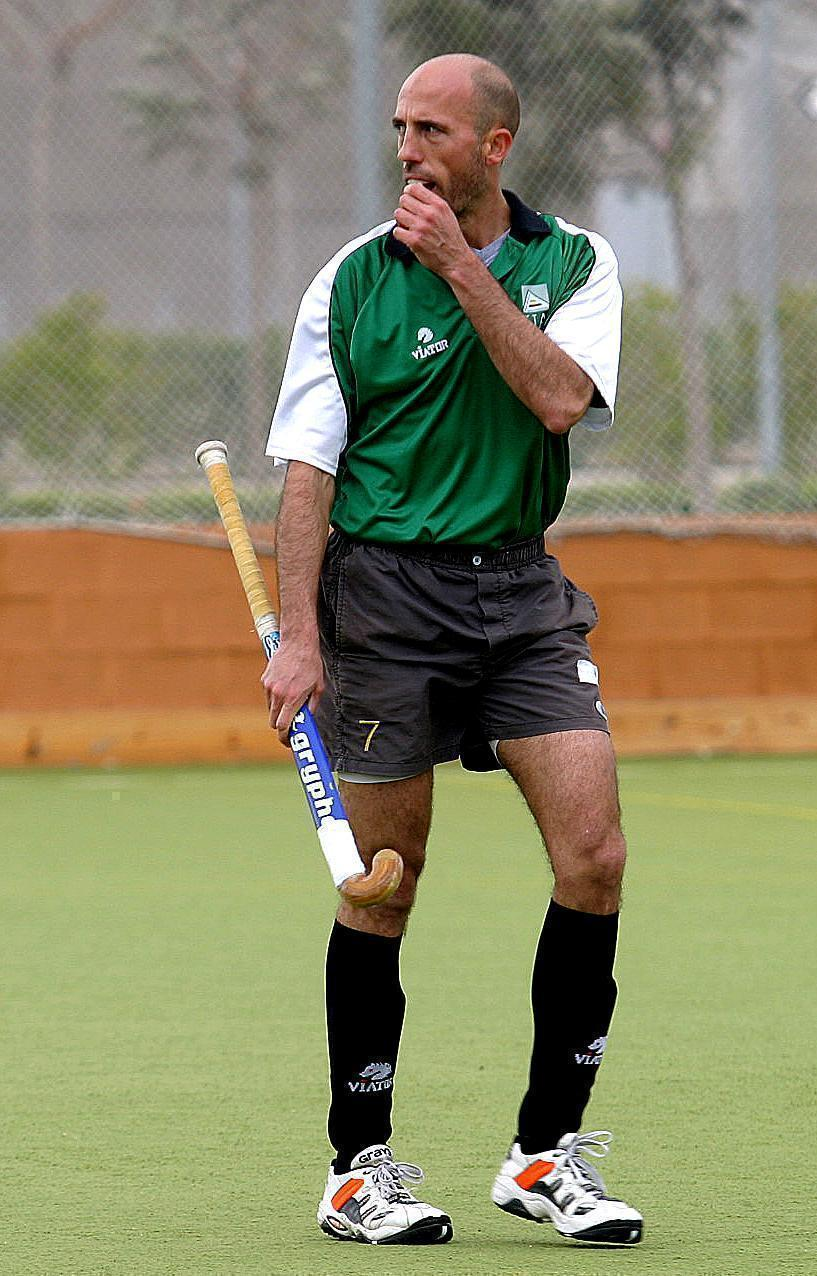
Juan Escarré.

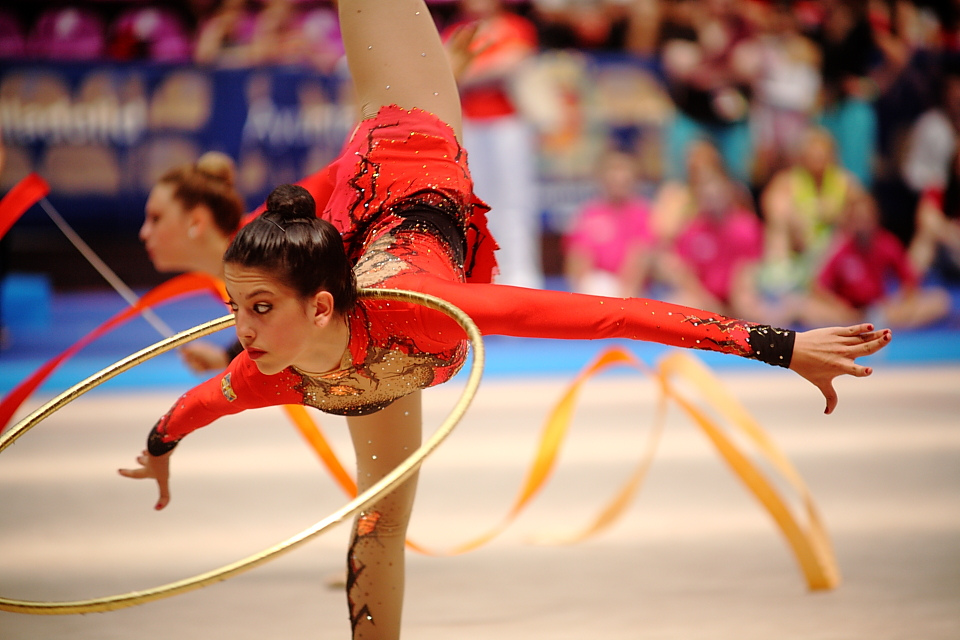
Alejandra Quereda.

A continuación se muestra el palmarés completo de los ganadores en la categoría de mejor deportista absoluto.
| Edición | Año  | Mejor deportista absoluto    | Deporte          |
| ------- | ---- | ---------------------------- | ---------------- |
| I       | 1989 | José Manuel Albentosa        | Atletismo        |
| II      | 1990 | Miriam Blasco                | Judo             |
| III     | 1991 | Miriam Blasco                | Judo             |
| IV      | 1992 | Francisco Sánchez Luna       | Vela             |
| V       | 1993 | Francisco Sánchez Luna       | Vela             |
| VI      | 1994 | Roberto Cueto                | Judo             |
| VII     | 1995 | Marta Baldó y Estela Giménez | Gimnasia rítmica |
| VIII    | 1996 | Marta Baldó y Estela Giménez | Gimnasia rítmica |
| IX      | 1997 | Isabel Fernández             | Judo             |
| X       | 1998 | Isabel Fernández             | Judo             |
| XI      | 1999 | Isabel Fernández             | Judo             |
| XII     | 2000 | Isabel Fernández             | Judo             |
| XIII    | 2001 | Francisco Sánchez Luna       | Vela             |
| XIV     | 2002 | Isabel Fernández             | Judo             |
| XV      | 2003 | Isabel Fernández             | Judo             |
| XVI     | 2004 | Isabel Fernández             | Judo             |
| XVII    | 2005 | Juan Escarré                 | Hockey           |
| XVIII   | 2006 | Asunción Limiñana            | Vela             |
| XIX     | 2007 | Isabel Fernández             | Judo             |
| XX      | 2008 | Leire Iglesias               | Judo             |
| XXI     | 2009 | Eusebio Cáceres              | Atletismo        |
| XXII    | 2010 | Eusebio Cáceres              | Atletismo        |
| XXIII   | 2011 | Laura Kim                    | Taekwondo        |
| XXIV    | 2012 | María del Mar Jover          | Atletismo        |
| XXV     | 2013 | Alejandra Quereda            | Gimnasia rítmica |
| XXVI    | 2014 | Alejandra Quereda            | Gimnasia rítmica |
| XXVII   | 2015 | Alejandra Quereda            | Gimnasia rítmica |
| XXVIII  | 2016 | Alejandra Quereda            | Gimnasia rítmica |
| XXIX    | 2017 | -                            | -                |

### Deportistas con más trofeos

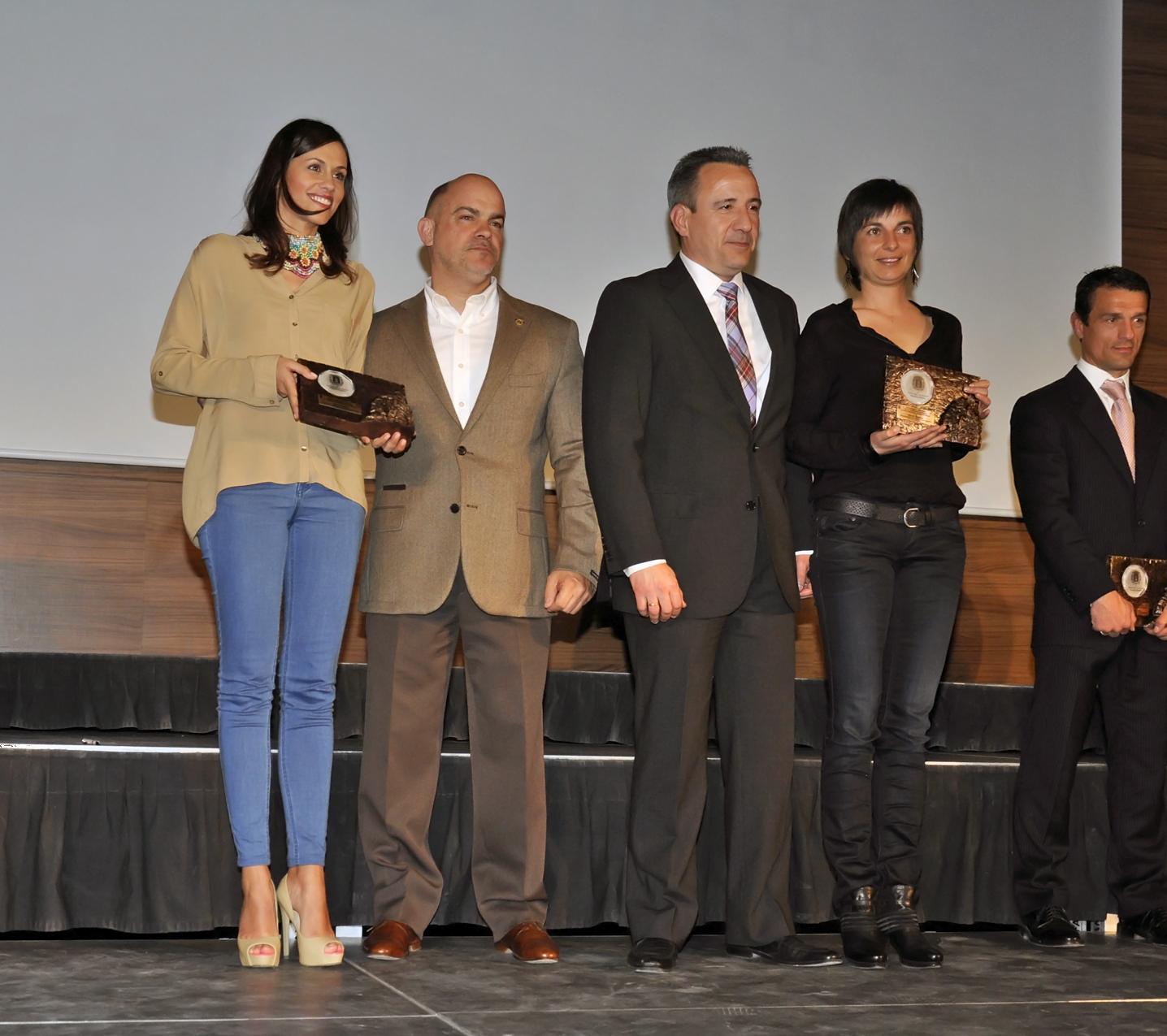
Estela Giménez y Marta Baldó en la XXV Gala del Trofeo Ayuntamiento de Alicante (2014).

|    | Deportista             | Deporte          | Trofeos | Años                                           |
| -- | ---------------------- | ---------------- | ------- | ---------------------------------------------- |
| 1. | Isabel Fernández       | Judo             | 8       | 1997, 1998, 1999, 2000, 2002, 2003, 2004, 2007 |
| 2. | Alejandra Quereda      | Gimnasia rítmica | 4       | 2013, 2014, 2015, 2016                         |
| 3. | Francisco Sánchez Luna | Vela             | 3       | 1992, 1993, 2001                               |
| 4. | Miriam Blasco          | Judo             | 2       | 1990, 1991                                     |
| 5. | Marta Baldó            | Gimnasia rítmica | 2       | 1995, 1996                                     |
| 6. | Estela Giménez         | Gimnasia rítmica | 2       | 1995, 1996                                     |
| 7. | Eusebio Cáceres        | Atletismo        | 2       | 2009, 2010                                     |